# Gan (Addu-Atoll)
Gan (Dhivehi ގަން) ist die südlichste Insel der Malediven. Sie gehört zum Addu-Atoll und liegt etwa 40 Seemeilen (≈77 km) südlich des Äquators.

## Geografie
Die Insel Gan liegt an der Lakkadivensee. Mit der Südostküste berührt sie das Arabische Meer. An ihrem südlichsten Punkt stoßen das Arabische Meer im Westen, die Lakkadivensee im Osten und der Indische Ozean im Süden aneinander.
Auf Gan gibt es den internationalen Flughafen Gan.
|                       | Jan   | Feb   | Mär   | Apr   | Mai   | Jun   | Jul   | Aug   | Sep   | Okt   | Nov   | Dez   |   |         |
| Mittl. Tagesmax. (°C) | 30,7  | 31,1  | 31,5  | 31,6  | 31,3  | 31,2  | 30,8  | 30,7  | 30,5  | 30,4  | 30,4  | 30,3  | ⌀ | 30,9    |
| Mittl. Tagesmin. (°C) | 24,5  | 25,1  | 24,7  | 25,0  | 24,9  | 24,9  | 24,4  | 24,1  | 24,0  | 24,1  | 24,2  | 23,9  | ⌀ | 24,5    |
|                       |       |       |       |       |       |       |       |       |       |       |       |       |   |         |
| Niederschlag (mm)     | 234,2 | 110,4 | 168,0 | 159,0 | 232,0 | 151,1 | 183,8 | 192,6 | 194,0 | 273,7 | 172,7 | 236,3 | Σ | 2.307,8 |
|                       |       |       |       |       |       |       |       |       |       |       |       |       |   |         |
| Regentage (d)         | 12    | 9     | 9     | 11    | 14    | 9     | 11    | 12    | 14    | 16    | 14    | 15    | Σ | 146     |

| 24,5 |

| 25,1 |

| 24,7 |

| 25,0 |

| 24,9 |

| 24,9 |

| 24,4 |

| 24,1 |

| 24,0 |

| 24,1 |

| 24,2 |

| 23,9 |

| 24,5 |

| 25,1 |

| 24,7 |

| 25,0 |

| 24,9 |

| 24,9 |

| 24,4 |

| 24,1 |

| 24,0 |

| 24,1 |

| 24,2 |

| 23,9 |

## Geschichte und Überblick
Gan war früher Stützpunkt der britischen Luftstreitkräfte Royal Air Force (RAF Gan) und diente vor allem als Zwischenstopp für Flugzeuge auf dem Weg nach Singapur. Von dort aus wurden aber auch zwischen 1969 und 1972 Höhenforschungsraketen des Typs Kookaburra und Skua gestartet.
Eine Besonderheit des Addu-Atolls ist die Möglichkeit, sich auf dem Landweg über Dämme zwischen den Inseln des Atolls zu bewegen. Die Einwohner, insbesondere die Frauen, arbeiten vorwiegend in der Textilverarbeitung, oder auf anderen Atollen im Tourismussektor, weshalb Väter oft ihre Familien über längere Zeit nicht sehen, da Reisen zum Arbeitsplatz und zurück langwierig und gemessen am dortigen Einkommen entsprechend teuer sind.
Die ehemalige Offiziersunterkunft der Briten auf Gan wurde zur Ferienanlage Equator Village umgebaut. Abweichend von anderen solchen Anlagen ist diese auf Gan jedoch nur Teil der dortigen Bebauung. Auf Gan findet man z. B. ganz normale Läden mit Artikeln des täglichen Bedarfs, eine kleine Moschee und auch ein Postamt. Auch einheimische Malediver wohnen direkt auf Gan. Vermutlich waren die von ihnen bewohnten Gebäude ehemals Kasernen der Briten. Auf einer Nachbarinsel findet man eine eher landestypische Siedlung, eng bebaut mit kleinen, sehr spartanischen Hütten.